# Jimmy Backman
Sonny Jimmy Christian Backman, född Andersson 11 mars 1973 i Trollhättan, är en svensk skådespelare, musiker och författare.

## Biografi
Familjen flyttade snart till Skellefteå, för att till sist landa i Luleå 1986, där han fortfarande är bosatt. I tidiga tonåren kom han i kontakt med teater. Han spelade i ett femtontal uppsättningar i regi av Kulturskolan Rosteriet, Norrbottensteatern samt Teater Kliniken, med vilka han även regisserade föreställningen Vykort från världens ände.[källa behövs] Backman medverkade också i Christer Engbergs två långfilmer, Vildängel (1997) och Lusten till ett liv (1999).
Förutom film har Backman även hållit på med musik, främst hårdrock. Han spelar bas och sjunger i bandet Milkbone.[källa behövs]
Han är också författare. Den litterära debuten skedde 2008 i tidskriften Komma, med novellen Mörkrädd? Han debuterade som romanförfattare med City Boy Blues 2009, på förlaget Black Island Books.[källa behövs]

## Romaner
- 2009 – City Boy Blues

## Filmografi
- 1997 – Vildängel
- 1999 – Lusten till ett liv
- 2009 – Det neutrala landet
- 2010 – Vermilion (kortfilm)
- 2010 – Isberg (kortfilm)
- 2010 – Ett rent helvete (kortfilm)

## Teater

### Roller
| År   | Roll | Produktion                         | Regi        | Teater             |
| ---- | ---- | ---------------------------------- | ----------- | ------------------ |
| 1994 |      | A Clockwork Orange Anthony Burgess | Dag Norgård | Norrbottensteatern |

### Fotnoter
1. 1 2  ”Jimmy Backman”. Svensk Filmdatabas. http://www.sfi.se/sv/svensk-filmdatabas/Item/?type=PERSON&itemid=227457&ref=%2ftemplates%2fSwedishFilmSearchResult.aspx%3fid%3d1225%26epslanguage%3dsv%26searchword%3dJimmy+Backman%26type%3dPerson%26match%3dBegin%26page%3d1%26prom%3dFalse. Läst 26 september 2012.
2. ↑  Pia Huss (2 oktober 1994). ”Stiliserad våldsbalett utan närhet. Norrbottensteatern först i Sverige med Burgess framtidsfiction 'A Clockwork Orange'”. Dagens Nyheter. https://www.dn.se/arkiv/teater/stiliserad-valdsbalett-utan-narhet-norrbottensteatern-forst-i-sverige-med-burgess-framtidsfiction-a/. Läst 23 januari 2022.